# سيغريد
سيغريد سولباك رابي (بالنرويجية: Sigrid Solbakk Raabe) (ولدت في 5 سبتمبر 1996)، معروفة مهنياً باسم سيغريد، هي مغنية وكاتبة أغاني نرويجية. في عام 2017، حققت نجاحا عالمياً مع أغنيتها «دونت كيل ماي فايب».

## حياتها ومهنتها
ولدت سيغريد في أوليسوند، النرويج. كان مصدر إلهامها في طفولتها جوني ميتشل ونيل يونغ.[2][2][2] بدأت سيغريد مشوارها الموسيقي في 2013 بعد أن أصدرت أول أغنية لها «صن». أعتُبرت الأغنية انطلاقة وطنية لها في النرويج. وبعدها بسنة وقّعت عقداً مع تسجيلات بيتروليوم. وبدأت في التأدية والغناء في المهرجانات. 
في 2016 وقّعت سيغريد عقداً مع آيلاند ريكوردز،[6][6][6 وأصدرت أغنيتها الأولى مع أيلاند ريكوردز بعنوان «دونت كيل ماي فايب ‏» في 2017  وتصدّرت الأغنية القوائم الموسيقية في النرويج وأستراليا وإسكتلندا والمملكة المتحدة.

## الإصدارات الموسيقية

### الألبومات المصغرة
| العنوان           | تفاصيل                                                                           |
| ----------------- | -------------------------------------------------------------------------------- |
| دونت كيل ماي فايب | - تاريخ الإصدار: 12 مايو 2017 - الشركة: Island Records - الشكل: Digital download |

### الأغاني
| "صن"                                                         | 2013 | —  | —  | —  | —  |                   |  |
| "تو فيش"                                                     | 2013 | —  | —  | —  | —  |                   |  |
| "نون يو فوريفر"                                              | 2014 | —  | —  | —  | —  |                   |  |
| "دونت كيل ماي فايب"                                          | 2017 | 28 | 85 | 20 | 62 | دونت كيل ماي فايب |  |
| "Plot Twist"                                                 | 2017 | —  | —  | —  | —  | دونت كيل ماي فايب |  |
| "—" denotes a single that did not chart or was not released. |      |    |    |    |    |                   |  |

## روابط خارجية
- سيغريد على موقع IMDb (الإنجليزية)
- سيغريد على موقع ميتاكريتيك (الإنجليزية)
- سيغريد على موقع روتن توميتوز (الإنجليزية)
- سيغريد على موقع ميوزك برينز (الإنجليزية)
- سيغريد على موقع أول ميوزيك (الإنجليزية)
- سيغريد على موقع ديسكوغز (الإنجليزية)
- سيغريد على موقع قاعدة بيانات الفيلم (الإنجليزية)